# Križ na Visokoj iznad Radošića
Križ na Visokoj u selu Radošiću je monumentalni i spomen-križ u Hrvatskoj. 

## Zemljopisni položaj
Nalazi se u Radošiću, na vrhu brda imena Visoka.

## Povijest
Prvi je put križ postavljen 1900., prigodom obljetnice rođenja Isusa Krista i bio je to drveni križ. Vjernici sinjske župe 1933. godine obnovili su križ, povodom obilježavanja 1900. obljetnice muke, smrti i uskrsnuća Isusa Krista, a na poziv pape Pija XI. cijeloj Crkvi. Novi je križ postavljen 1975. godine. Uz veliku su napor župljani i fratri odnijeli građevinski materijal na vrh brda. Sami i na magarcima, nosili su pržinu, cement, željezo, drvo i vodu. Taj križ je i danas na Visokoj. Od te se godine na Visokoj slavi sveta misa povodom blagdana Uzvišenja sv. Križa. Na blagdan tradicijski hodočaste vjernici iz Radošića, Dicma, Neorića, Sinja i okolice.
6. rujna 2020. Radošani sa župnikom fra Pericom Maslaćem krenuli su u obnovu dotrajalih i gromovima oštećenih dijelova križa.